# Christina Redden
Christina Redden –conocida como Chrissy Redden– (Stoney Creek, 16 de marzo de 1966) es una deportista canadiense que compitió en ciclismo de montaña en la disciplina de campo a través. Ganó dos medallas en el Campeonato Mundial de Ciclismo de Montaña, oro en 2001 y bronce en 2003.

## Palmarés internacional
| Campeonato Mundial | Campeonato Mundial    | Campeonato Mundial | Campeonato Mundial         |
| Año                | Lugar                 | Medalla            | Competición                |
| ------------------ | --------------------- | ------------------ | -------------------------- |
| 2001               | Vail (Estados Unidos) | Medalla de oro     | Campo a través por relevos |
| 2003               | Lugano (Suiza)        | Medalla de bronce  | Campo a través por relevos |